# Queijo de Évora
Queijo de Évora é um queijo português oriundo da cidade de Évora, na região do Alentejo. Constitui uma denominação de origem protegida, de acordo com as normas da União Europeia.
Fabricado com leite de ovelha, é um queijo curado, duro ou semi duro, de cor amarelada, que vai escurecendo em contacto com o ar, sendo o seu sabor um pouco acidulado e ligeiramente picante. A crosta pode ser lisa ou um pouco rugosa. A sua produção envolve a coagulação do leite cru, após a qual se procede ao esgotamento da coalhada, usando a acção do cardo.
Apresenta normalmente pesos compreendidos entre os 60 g e os 90 g, quando comercializado sob a forma de queijo pequeno de pasta dura. No tamanho normal, quando comercializado como queijo de pasta dura, apresenta pesos compreendidos entre 120 g e 200 g. No caso de queijo de pasta semi dura, apresenta pesos entre os 200 g e os 300 g.
Para além do concelho de Évora, é também produzido nos concelhos de
Alandroal, Arraiolos, Avis, Borba, Estremoz, Fronteira, Montemor-o-Novo, Mora, Mourão, Portel, Redondo, Reguengos de Monsaraz, Sousel, Vendas Novas, Viana do Alentejo e Vila Viçosa.
Pode ser consumido com pão e acompanhado por um vinho tinto.

## História
O queijo de Évora pertence à ancestral tradição queijeira do Alentejo. A forma como era armazenado, mergulhado em azeite em recipientes chamados talhas de barro, permitia que fosse consumido durante o ano inteiro. Revestia-se de grande importância na alimentação diária, em especial das classes mais pobres, cujos salários eram muitas vezes pagos sob a forma de queijos, entre outros géneros alimentares.

## Valor económico
Segundos dados de 2019, foram produzidos neste ano cerca de 71.630 kg de Queijo de Évora DOP, sendo o sexto queijo com DOP mais produzido em Portugal (cerca de 3,7% da produção nacional). 

### Produção
O sistema produtivo do Queijo de Évora DOP é composto por 6 explorações abastecedoras de leite e 3 queijarias certificadas (dados de 2020).